# Memecylon mocquerysii
Memecylon mocquerysii är en tvåhjärtbladig växtart som beskrevs av Aug. Dc.. Memecylon mocquerysii ingår i släktet Memecylon och familjen Melastomataceae.
Artens utbredningsområde är Madagaskar. Inga underarter finns listade i Catalogue of Life.